# Peter Schwelm
Peter Schwelm (* 13. März 1958 in Moers) ist ein ehemaliger deutscher Leichtathlet.
Peter Schwelm startete für die LAV Bayer Uerdingen/Dormagen. Seine Bestleistung im 400-Meter-Lauf von 45,97 Sekunden stellte er 1981 in Köln auf, über 200 Meter lief er 1985 in Stuttgart 21,00 Sekunden.
Zwischen 1979 und 1987 trat Schwelm viermal im Nationaltrikot an. Bei den Weltmeisterschaften 1987 in Rom lief er im Vorlauf und im Zwischenlauf in der deutschen 4-mal-400-Meter-Staffel, die im Finale den vierten Platz belegte. Die Staffel lief in Vor- und Zwischenlauf mit Peter Schwelm, Edgar Itt, Klaus Just und Mark Henrich und im Finale mit Norbert Dobeleit, Mark Henrich, Edgar Itt und Harald Schmid.